# Zasada Plancka
Zasada Plancka – pogląd, że zmiany naukowe nie zachodzą dlatego, że poszczególni naukowcy zmieniają swoje przekonania, ale raczej dlatego, że kolejne pokolenia naukowców przyjmują przekonania zgodne z tymi zmianami.
Pogląd ten został sformułowany przez Maxa Plancka następująco: 
„Nowa prawda naukowa nie zwycięża przez przekonanie jej przeciwników i zmuszenie ich do zobaczenia światła, ale raczej dlatego, że jej przeciwnicy w końcu umierają i wyrasta nowe pokolenie, które jest z nią zaznajomione (...) Ważna innowacja naukowa rzadko pojawia się, stopniowo zdobywając i nawracając przeciwników: rzadko zdarza się, że Saul staje się Pawłem. Dzieje się tak, że jej przeciwnicy stopniowo wymierają, a dorastające pokolenie jest zaznajamiane z tymi innowacjami od początku: kolejny przykład tego, że przyszłość należy do młodzieży.”
Nieformalnie pogląd ten jest często parafrazowany jako "Nauka postępuje o jeden pogrzeb na raz".
Cytat Plancka został użyty przez Thomasa Kuhna, Paula Feyerabenda i innych, aby argumentować, że rewolucje naukowe są nieracjonalne i nie rozprzestrzeniają się poprzez "zwykłą siłę prawdy i faktów".